# Великоплавучанська сільська рада
Великоплавучанська сільська́ ра́да — адміністративно-територіальна одиниця та орган місцевого самоврядування в Козівському районі Тернопільської області. Адміністративний центр — село Велика Плавуча.

## Загальні відомості
- Територія ради: 0,6 км²
- Населення ради: 798 осіб (станом на 2001 рік)
- Територією ради протікає річка Цівка

## Населені пункти
Сільській раді були підпорядковані населені пункти:
- с. Велика Плавуча
- с. Цицори

### Колишні населенні пункти
- х. Гашена, виключений із облікових даних у зв'язку з переселенням жителів

## Склад ради
Рада складалася з 15 депутатів та голови.
- Голова ради: Бортник Галина Ярославівна
- Секретар ради: Мариновська Світлана Миколаївна

### Керівний склад попередніх скликань
| Прізвище, ім'я, по батькові | Основні відомості                                                                    | Дата обрання | Дата звільнення |
| --------------------------- | ------------------------------------------------------------------------------------ | ------------ | --------------- |
| Бортник Галина Ярославівна  | Сільський голова, 1967 року народження, освіта вища, член Народного Руху України     | 26.03.2006   | 31.10.2010      |
| Бортник Галина Ярославівна  | Сільський голова, 1967 року народження, освіта вища, Політична партія 'Наша Україна' | 31.10.2010   |                 |

Примітка: таблиця складена за даними сайту Верховної Ради України

### Депутати
За результатами місцевих виборів 2010 року депутатами ради стали:

#### За суб'єктами висування
| Суб'єкт висування | Кількість обраних депутатів | %   |
| ----------------- | --------------------------- | --- |
| Самовисування     | 15                          | 100 |

#### За округами
| № округу | Прізвище, ім'я, по батькові     | Дата визнання обраним | Освіта             | Партійна приналежність                | Відомості про обраного депутата                            |
| -------- | ------------------------------- | --------------------- | ------------------ | ------------------------------------- | ---------------------------------------------------------- |
| 1        | Когут Володимир Іванович        | 02.11.2010            | середня спеціальна | позапартійний                         | тимчасово не працює                                        |
| 2        | Луцишин Василь Петрович         | 02.11.2010            | вища               | член Політичної партії «Наша Україна» | Сільська рада, бухгалтер                                   |
| 3        | Макогін Орися Михайлівна        | 02.11.2010            | середня спеціальна | позапартійна                          | Дитячий садік «Сонечно», завдувач                          |
| 4        | Михайлюк Андрій Володимирович   | 02.11.2010            | вища               | позапартійний                         | тимчасово не працює                                        |
| 5        | Громовик Наталія Романівна      | 02.11.2010            | середня            | позапартійна                          | ТРЦ «Подоляни», прибиральниця                              |
| 6        | Дранчук Петро Дмитрович         | 02.11.2010            | вища               | позапартійний                         | Глинська загальноосвітня школа І-ІІІ ст., вчитель          |
| 7        | Люцик Іван Петрович             | 02.11.2010            | незакінчена вища   | член Народного Руху України           | тимчасово не працює                                        |
| 8        | Бортник Ігор Миронович          | 02.11.2010            | незакінчена вища   | позапартійний                         | ТНТУ, студент                                              |
| 9        | Кріцак Мирослава Павлівна       | 02.11.2010            | вища               | член Народного Руху України           | Великоплавучанська загальноосвітня школа І-ІІ ст., вчитель |
| 10       | Коцур Марія Михайлівна          | 02.11.2010            | середня спеціальна | член Політичної партії «Фронт Змін»   | Малоплавучанська сільська бібліотека, завідувач            |
| 11       | Козак Іван Богданович           | 02.11.2010            | середня            | член Народного Руху України           | тимчасово не працює                                        |
| 12       | Махогін Микола Іванович         | 11.03.2013            | середня спеціальна | позапартійний                         | тимчасово не працює                                        |
| 13       | Мельник Наталія Євгенівна       | 02.11.2010            | середня спеціальна | позапартійна                          | тимчасово не працює                                        |
| 14       | Мариновська Світлана Миколаївна | 02.11.2010            | вища               | член Політичної партії «Наша Україна» | Великоплавучанська сільська рада, секретар                 |
| 15       | Макогін Володимир Васильович    | 02.11.2010            | середня            | позапартійний                         | Зборівський коледж, студент                                |